# أنديرس كارلسون (سياسي)
أنديرس كارلسون هو سياسي سويدي، ولد في 1951 في لاندسكرونا في السويد. نشط حزبياً في حزب العمال الديمقراطي الاشتراكي السويدي.

## مناصب
- انتخب member of the Committee on Taxation ‏ (12 أكتوبر 2010 – 29 سبتمبر 2014).
- انتخب Member of the Committee on Defence ‏ (18 سبتمبر 2007 – 19 سبتمبر 2007).
- انتخب Chair of the Joint Committee on Foreign Affairs and Defence ‏ (4 فبراير 2010 – 3 مارس 2010).
- انتخب Chair of the Committee on Defence ‏ (20 سبتمبر 2007 – 4 أكتوبر 2010).
- انتخب Chair of the Committee on Transport and Communications ‏ (10 أكتوبر 2006 – 18 سبتمبر 2007).
- انتخب Chair of the Committee on the Labour Market ‏ (8 أكتوبر 2002 – 2 أكتوبر 2006).
- في الانتخابات العامة السويدية 2010 [الإنجليزية]‏، انتخب عضو البرلمان السويدي [الإنجليزية]‏ عن دائرة Skåne County Western [الإنجليزية]‏ وقد انضم خلال فترته النيابية (4 أكتوبر 2010 – 29 سبتمبر 2014) للكتلة البرلمانية حزب العمال الديمقراطي الاشتراكي السويدي.
- في الانتخابات العامة السويدية 2006 [الإنجليزية]‏، انتخب عضو البرلمان السويدي [الإنجليزية]‏ عن دائرة Skåne County Western [الإنجليزية]‏ وقد انضم خلال فترته النيابية (2 أكتوبر 2006 – 4 أكتوبر 2010) للكتلة البرلمانية حزب العمال الديمقراطي الاشتراكي السويدي.
- في الانتخابات العامة السويدية 2002 [الإنجليزية]‏، انتخب عضو البرلمان السويدي [الإنجليزية]‏ عن دائرة Skåne County Western [الإنجليزية]‏ وقد انضم خلال فترته النيابية (30 سبتمبر 2002 – 2 أكتوبر 2006) للكتلة البرلمانية حزب العمال الديمقراطي الاشتراكي السويدي.
- في الانتخابات العامة السويدية 1998 [الإنجليزية]‏، انتخب عضو البرلمان السويدي [الإنجليزية]‏ عن دائرة Skåne County Western [الإنجليزية]‏ وقد انضم خلال فترته النيابية (5 أكتوبر 1998 – 30 سبتمبر 2002) للكتلة البرلمانية حزب العمال الديمقراطي الاشتراكي السويدي.